# Luperus moori
Luperus moori es una especie de insecto coleóptero de la familia Chrysomelidae.
Fue descrita científicamente en 1874 por Baly.